# Александър Нехтенин
Александър (Санде) Нехтенин е български революционер, деец на Вътрешната македоно-одринска революционна организация.

## Биография
Санде Нехтенин е роден в град Щип, в Османската империя, днес в Северна Македония. Влиза във ВМОРО и става четник. Малката чета на Нехтенин, в която влизат той, Диме Мечето и Диме Бербера, през януари 1900 година води сражение между Велес и Прилеп. Нехтенин е ранен и успява да стигне до щипското село Богословец, откъдето е прехвърлен в Щип в къщата на Мише Данчов, където го лекува доктор Иван Голев. На 20 януари след предателство Нехтенин е разкрит и обграден от войска. Мите Хаджимишев, Гьошо Икономов и Трайчо Станчев обсъждат дали милицията да открие огън по войска в гръб с цел отвличане на вниманието, за да може Нехтенин да избяга, но се отказват поради евентуалните репресии над жителите на махалата по-късно. В сражението загиват 17 турски войници. На сутринта в къщата се опитват да влязат кметът на града Хаджи Мите и юзбашията, но Нехтенин застрелва турчина. От къщата бяга Мите Божков, шурей на хазяина, който по-късно става предател. Тогава османците запалват къщата, като изгарят и три съседни. Нехтенин успява да се спаси и по покривите бяга в къщата на Христо Коцев. Преминава няколко пъти Брегалница, за да прикрие следите си, и се укрива в къщата на братовчед си Илия Нехтенин. Там заболява от тетанус и умира. Погребан е в двора на една къща.
След сражението властите извършват масови арести в Щип. Арестувани са Васил Пасков, Георги Дупков, Тодор Хаджиконстантинов, Христо Янев и други дейци на Щипския революционен комитет, които са откарани в Скопие и на базата на фалшиви показания – осъдени.